# 斯考特鎮區 (愛荷華州富蘭克林縣)
斯考特鎮區是美國愛荷華州富蘭克林縣的16個鎮區之一。截至2010年美國人口普查，其人口為382，共178住房。

## 歷史
斯考特鎮區於1878年成立。

## 地理
根據2010年美國人口普查，該鎮的總面積為36.81平方英里（95.3平方），其中土地面積36.8平方英里（95平方），水域面積為0.01平方英里（0.026平方）。